# Place Igor-Stravinsky
Place Igor-Stravinsky (náměstí Igora Stravinského) je náměstí v Paříži. Nachází se ve 4. obvodu.

## Poloha
Náměstí ohraničuje ze severu Centre Georges Pompidou a ulice Rue Saint-Merri, na východě ulice Rue Brisemiche, na jihu kostel svatého Mederika a na západě budova institutu IRCAM. Prostory tohoto institutu se nacházejí i pod náměstím.

## Historie
Náměstí zabírá prostor bývalého bloku domů, kde se ve středověku provozovala prostituce. Domy byly v rámci hygienických opatření strženy v letech 1934–1936.
Dne 21. listopadu 1979 získalo náměstí své dnešní jméno na počest ruského skladatele Igora Fjodoroviče Stravinského.

## Pamětihodnosti
- Stravinského fontána uprostřed náměstí pochází z roku 1983.
- Gotický farní kostel svatého Mederika